# USS Silversides (SS-236)
USS Silversides (SS/AGSS-236) là một tàu ngầm lớp Gato từng phục vụ cùng Hải quân Hoa Kỳ trong Chiến tranh Thế giới thứ hai. Nó là chiếc tàu chiến đầu tiên của Hải quân Hoa Kỳ được đặt cái tên này, theo tên một loài trong bộ Cá suốt. Nó đã phục vụ trong suốt Thế chiến II, thực hiện tổng cộng mười bốn chuyến tuần tra, đánh chìm 23 tàu Nhật Bản với tổng tải trọng 90.080 tấn, đứng thứ ba về số tàu và xếp hạng năm về tải trọng trong số tàu ngầm Hoa Kỳ có thành tích nổi bật nhất trong chiến tranh. Được cho ngừng hoạt động sau khi xung đột chấm dứt vào năm 1946, con tàu được xếp lại lớp như một "tàu ngầm phụ trợ" AGSS-236 vào năm 1962, nhưng không bao giờ hoạt động trở lại, và được rút đăng bạ vào năm 1969. Nó đang được giữ lại như một tàu bảo tàng tại Muskegon, Michigan và được công nhận là một Danh lam Lịch sử Quốc gia Hoa Kỳ từ năm 1986. Silversides được tặng thưởng danh hiệu Đơn vị Tuyên dương Tổng thống cùng mười hai Ngôi sao Chiến trận do thành tích phục vụ trong Thế Chiến II.

## Thiết kế và chế tạo
Lớp tàu ngầm Gato được thiết kế cho mục đích một tàu ngầm hạm đội nhằm có tốc độ trên mặt nước cao, tầm hoạt động xa và vũ khí mạnh để tháp tùng hạm đội chiến trận. Con tàu dài 311 ft 9 in (95,02 m) và có trọng lượng choán nước 1.525 tấn Anh (1.549 t) khi nổi và 2.424 tấn Anh (2.463 t) khi lặn. Chúng trang bị động cơ diesel dẫn động máy phát điện để cung cấp điện năng cho bốn động cơ điện, đạt được công suất 5.400 shp (4.000 kW) khi nổi và 2.740 shp (2.040 kW) khi lặn, cho phép đạt tốc độ tối đa 21 hải lý trên giờ (39 km/h) và 9 hải lý trên giờ (17 km/h) tương ứng. Tầm xa hoạt động là 11.000 hải lý (20.000 km) khi đi trên mặt nước ở tốc độ 10 hải lý trên giờ (19 km/h) và có thể hoạt động kéo dài đến 75 ngày và lặn được sâu tối đa 300 ft (90 m).
Lớp tàu ngầm Gato được trang bị mười ống phóng ngư lôi 21 in (530 mm), gồm sáu ống trước mũi và bốn ống phía phía đuôi tàu, chúng mang theo tối đa 24 quả ngư lôi. Vũ khí trên boong tàu gồm một hải pháo 3 inch/50 caliber, và thường được tăng cường một khẩu pháo phòng không Bofors 40 mm nòng đơn và một khẩu đội Oerlikon 20 mm nòng đôi, kèm theo súng máy .50 caliber và .30 caliber. Tiện nghi cho thủy thủ đoàn bao gồm điều hòa không khí, thực phẩm trữ lạnh, máy lọc nước, máy giặt và giường ngủ cho hầu hết mọi người, giúp họ chịu đựng cái nóng nhiệt đới tại Thái Bình Dương cùng những chuyến tuần tra kéo dài đến hai tháng rưỡi.
Silversides được đặt lườn tại Xưởng hải quân Mare Island ở Vallejo, California vào ngày 4 tháng 11, 1940. Nó được hạ thủy vào ngày 26 tháng 8, 1941, được đỡ đầu bởi bà Elizabeth H. Hogan, và được cho nhập biên chế cùng Hải quân Hoa Kỳ vào ngày 15 tháng 12, 1941 dưới quyền chỉ huy của Hạm trưởng, Thiếu tá Hải quân Creed Burlingame.

## Lịch sử hoạt động

### 1942

#### Chuyến tuần tra thứ nhất
Sau khi hoàn tất việc chạy thử máy huấn luyện dọc theo bờ biển California và sửa chữa sau chạy thử máy, Silversides lên đường hướng sang vùng biển quần đảo Hawaii, đi đến Trân Châu Cảng vào ngày 4 tháng 4, 1942. Nó lên đường vào ngày 30 tháng 4 cho chuyến tuần tra đầu tiên ngoài khơi các đảo chính quốc Nhật Bản, tại khu vực eo biển Kii. Vào ngày 10 tháng 5, nó tấn công bằng hải pháo và gây hư hại nặng cho tàu tuần tra Ebisu Maru số 5. Đến ngày 13 tháng 5, nó phóng ngư lôi vào một tàu ngầm đối phương mà không rõ kết quả. Sang ngày 17 tháng 5, nó phóng ba ngư lôi đánh chìm một tàu chở hàng không rõ tung tích (khoảng 4.000 tấn), rồi gây hư hại cho một chiếc khác. Sau đó nó còn gây hư hại cho một tàu buôn và một tàu chở dầu trước khi kết thúc chuyến tuần tra tại Trân Châu Cảng vào ngày 21 tháng 6.

#### Chuyến tuần tra thứ hai và thứ ba
Trong chuyến tuần tra thứ hai từ ngày 15 tháng 7 đến ngày 8 tháng 9, Silversides tiếp tục hoạt động tại khu vực eo biển Kii. Nó phóng ngư lôi đánh chìm một tàu vận tải không rõ tung tích (khoảng 4.000 tấn) vào ngày 28 tháng 7, và sau đó đánh chìm chiếc tàu chở hành khách Nikkei Maru (5.811 tấn) vào ngày 8 tháng 8, gây hư hại cho một tàu chở dầu vào đêm 14 tháng 8, và phá hủy hai tàu đánh cá vào ngày 31 tháng 8 trước khi quay trở về Trân Châu Cảng.
Trong chuyến tuần tra thứ ba thực hiện tại khu vực quần đảo Caroline, Silversides không đánh chìm được chiếc tàu nào, cho dù đã gây hư hại cho một tàu buôn lớn và đánh trúng hai quả ngư lôi vào một tàu khu trục hay tàu rải mìn đối phương. Nó kết thúc chuyến tuần tra khi quay trở về căn cứ tại Brisbane, Australia vào ngày 25 tháng 11.

### 1943

#### Chuyến tuần tra thứ tư

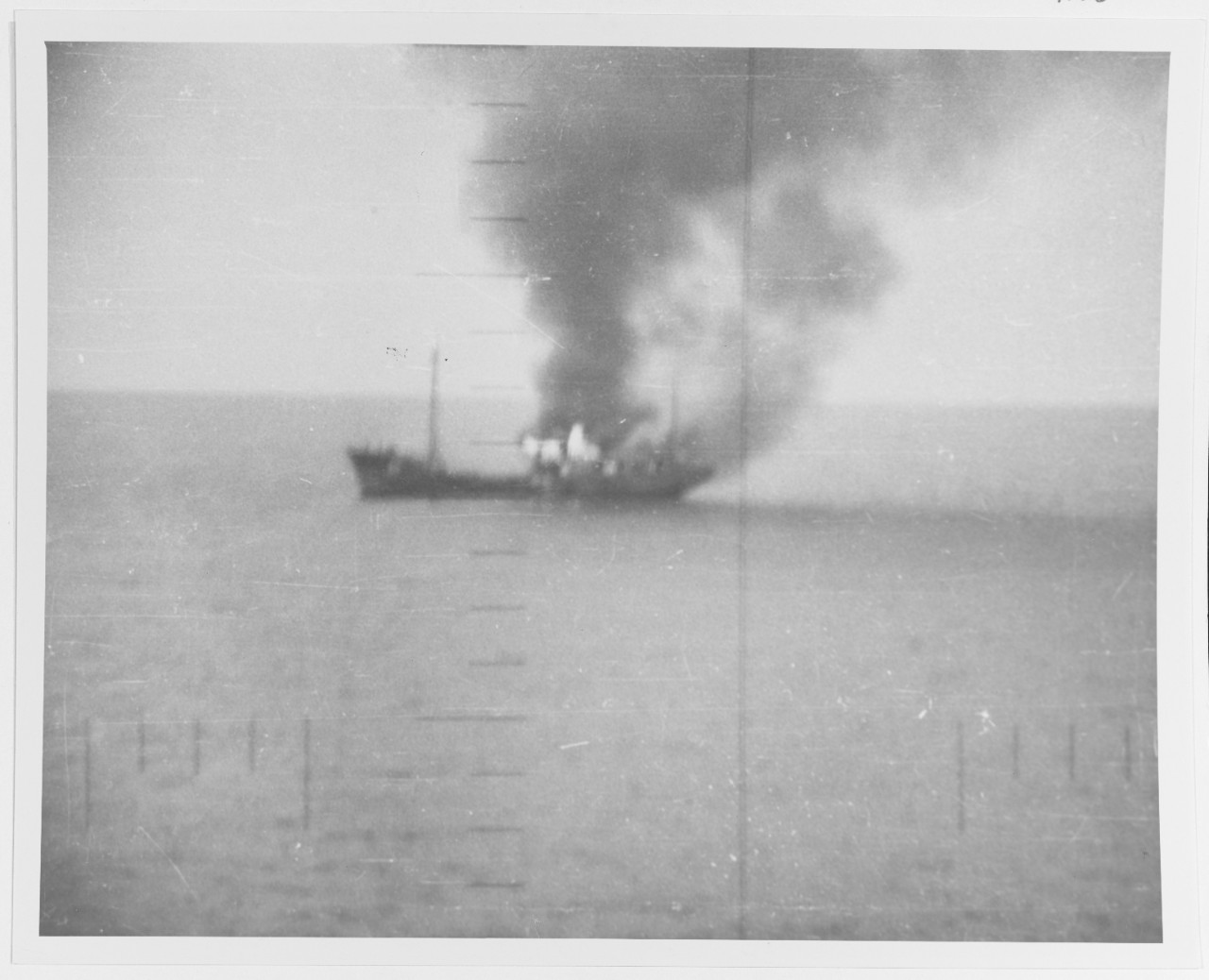
Ảnh chụp qua kính tiềm vọng tàu tuần tra Nhật Bản bị USS Silversides đánh hỏng vào ngày 14 tháng 10, 1942.

Rời Brisbane vào ngày 17 tháng 12, 1942 cho chuyến tuần tra thứ tư tại khu vực New Ireland, Silversides đụng độ với tàu khu trục đối phương vào đêm 23 tháng 12, chịu đựng một đợt tấn công kéo dài bằng mìn sâu, và sau đó bị ném ba quả bom làm hư hại nặng phần mũi tàu. Nó tiến hành sửa chữa khẩn cấp rồi tiếp tục chuyến tuần tra. Tại khu vực Truk vào ngày 18 tháng 1, 1943, nó phóng ngư lôi đánh chìm tàu chở dầu Toei Maru (10.022 tấn). Hai ngày sau đó, nó theo dõi một đoàn tàu vận tải và phóng một lạt ngư lôi đánh chìm hai tàu buôn Surabaya Maru (4.391 tấn) và Meiu Maru (8.230 tấn), cùng tàu chở hành khách Somedono Maru (5.154 tấn). Sau đó con tàu bị rò rỉ dầu, nên phải cắt ngắn chuyến tuần tra và quay về Trân Châu Cảng vào ngày 31 tháng 1 để được đại tu.

#### Chuyến tuần tra thứ năm và thứ sáu
Thực hiện chuyến tuần tra thứ năm tại khu vực quần đảo Solomon từ ngày 17 tháng 5 đến ngày 16 tháng 7, Silversides được giao nhiệm vụ rải thủy lôi tại eo biển Steffen giữa các đảo New Hanover và New Ireland. Trong đêm 10-11 tháng 6, nó đã đánh chìm tàu chở hàng Hide Maru (5.256 tấn), và sau đó chịu đựng đợt phản công bằng mìn sâu kéo dài. Chiếc tàu quay về Brisbane để được tái trang bị.
Trong chuyến tuần tra thứ sáu từ ngày 21 tháng 7 đến ngày 4 tháng 9, Silversides hoạt động tại khu vực giữa các quần đảo Solomon và Caroline. Tuy nhiên do ngư lôi Mark 14 gặp nhiều trục trặc khi vận hành cộng với việc vắng bóng những mục tiêu thíc hợp, con tàu quay trở về Brisbane mà không ghi được thêm chiến công nào.

#### Chuyến tuần tra thứ bảy và thứ tám
Lên đường vào ngày 5 tháng 10 cho chuyến tuần tra thứ bảy, Silversides hoạt động tại vùng biển ngoài khơi New Guinea. Vào ngày 18 tháng 10, nó đã đánh chìm tàu buôn Tairin Maru (1.915 tấn), rồi đến ngày 24 tháng 10 lại tiếp tục đánh chìm các tàu buôn Tennan Maru (5.407 tấn) và Kazan Maru (1.893 tấn), cùng tàu chở hành khách Johore Maru (6.182 tấn). Nó kết thúc lượt tuần tra khi quay trở về Trân Châu Cảng vào ngày 8 tháng 11 để tái trang bị.
Trong chuyến tuần tra thứ tám tại vùng biển ngoài khơi quần đảo Palau, vào ngày 29 tháng 12, Silversides tấn công một đoàn tàu vận tải, đánh chìm các tàu buôn Tenposan Maru (1.970 tấn), Shichisei Maru (1.911 tấn), và Ryuto Maru (3.311 tấn). Con tàu quay trở về Trân Châu Cảng vào ngày 15 tháng 1, 1944.

### 1944

#### Chuyến tuần tra thứ chín và thứ mười
Khởi hành từ Trân Châu Cảng cho chuyến tuần tra thứ chín vào ngày 15 tháng 2, Silversides hoạt động tại vùng biển quần đảo Mariana. Nó đánh chìm chiếc tàu chở hàng Kofuku Maru (1.920 tấn) vào ngày 16 tháng 3, nhưng sau đó không tìm thấy mục tiêu thích hợp, nên kết thúc chuyến tuần tra tại Fremantle, Tây Úc vào ngày 8 tháng 4.
Trong chuyến tuần tra thứ mười tiếp theo cũng được tiến hành tại khu vực quần đảo Mariana, vào ngày 10 tháng 5, Silversides lần lượt đánh chìm tàu chở hàng Okinawa Maru (2.254 tấn), tàu chở hành khách Mikage Maru số 18 (4.319 tấn) và pháo hạm được cải biến Choan Maru số 2 (2.631 tấn). Mười ngày sau đó nó tiếp tục đánh chìm pháo hạm cải biến Shosei Maru (998 tấn). Đến ngày 29 tháng 5, nó đánh chìm các tàu buôn Shoken Maru (1.949 tấn) và Horaizan Maru (1.999 tấn) trước khi quay trở về Trân Châu Cảng vào ngày 11 tháng 6. Nó lên đường hai ngày sau đó để quay về vùng bờ Tây, và được đại tu tại Xưởng hải quân Mare Island trước khi quay trở lại khu vực Hawaii vào ngày 12 tháng 9.

#### Chuyến tuần tra thứ mười một
Rời Trân Châu Cảng vào ngày 24 tháng 9 cho chuyến tuần tra thứ mười một tại vùng biển ngoài khơi đảo Kyūshū, Nhật Bản, Silversides không ghi được chiến công nào. Tuy nhiên nó đã tham gia trợ giúp cho tàu ngầm chị em Salmon (SS-182), vốn bị hư hại nặng bởi mìn sâu của đối phương, buộc phải trồi lên mặt nước và phải chống trả hải pháo của các tàu hộ tống đối phương. Khi đi đến nơi, Silversides đã tìm cách thu hút hỏa lực đối phương về phía mình rồi lặn xuống né tránh, trong khi các tàu ngầm Trigger (SS-237) và Sterlet (SS-392) đi đến để cùng nó hộ tống bảo vệ cho Salmon rút lui, về đến Saipan vào ngày 3 tháng 11. Silversides kết thúc chuyến tuần tra tại Midway vào ngày 23 tháng 11.

### 1944

#### Chuyến tuần tra thứ mười hai
Trong chuyến tuần tra thứ mười hai từ ngày 22 tháng 12, 1944 đến ngày 12 tháng 2, 1945 tại khu vực biển Hoa Đông, Trung Quốc, Silversides' không tìm thấy nhiều mục tiêu phù hợp. Nó chỉ đánh chìm được chiếc tàu buôn Malay Maru (4.556 tấn) vào ngày 25 tháng 1, 1945 trước khi quay trở về Midway.

#### Chuyến tuần tra thứ mười ba và mười bốn
Trong chuyến tuần tra thứ mười ba, Silversides tham gia một đội tấn công phối hợp "Bầy sói", bao gồm các tàu ngầm Hackleback (SS-295) và Threadfin (SS-410), để hoạt động ngoài khơi Kyūshū. Họ tiếp tục không tìm thấy mục tiêu, và Silversides chỉ gây hư hại cho một tàu chở hàng và tiêu diệt một thuyền buồm trước khi quay trở về Trân Châu Cảng vào ngày 29 tháng 4.
Rời Trân Châu Cảng vào ngày 30 tháng 5 cho chuyến tuần tra thứ mười bốn, cũng là chuyến cuối cùng, Silversides làm nhiệm vụ tìm kiếm và giải cứu phục vụ cho các cuộc không kích của các tàu sân bay xuống đảo Honshū, Nhật Bản. Vào ngày 22 tháng 7, nó cứu vớt một phi công từ tàu sân bay hạng nhẹ Independence (CVL-22) bị bắn rơi, rồi hai ngày sau đó lại cứu vớt một phi công Không lực. Hoàn tất chuyến tuần tra tại Apra Harbor, Guam vào ngày 30 tháng 7, chiếc tàu ngầm vẫn đang được tái trang bị tại đây khi Nhật Bản chấp nhận đầu hàng vào ngày 15 tháng 8, giúp chấm dứt vĩnh viễn cuộc xung đột.

### 1946 – 1969
Được điều sang vùng bờ Đông, Silversides băng qua kênh đào Panama vào ngày 15 tháng 9 và đi đến thành phố New York vào ngày 21 tháng 9. Được chuyển đến Căn cứ Tàu ngầm Hải quân New London tại New London, Connecticut, nó được cho xuất biên chế tại đây vào ngày 17 tháng 4, 1946, và được đưa về Hạm đội Dự bị Đại Tây Dương. Đến ngày 15 tháng 10, 1947, nó bắt đầu phục vụ như tàu huấn luyện cho nhân sự Hải quân Dự bị Hoa Kỳ tại Chicago, Illinois, và được đại tu vào năm 1949. Con tàu được xếp lại lớp như một "tàu ngầm phụ trợ" với ký hiệu lườn AGSS-236 từ ngày 6 tháng 11, 1962; rồi tên nó được cho rút khỏi danh sách Đăng bạ Hải quân vào ngày 30 tháng 6, 1969.

## Tàu bảo tàng

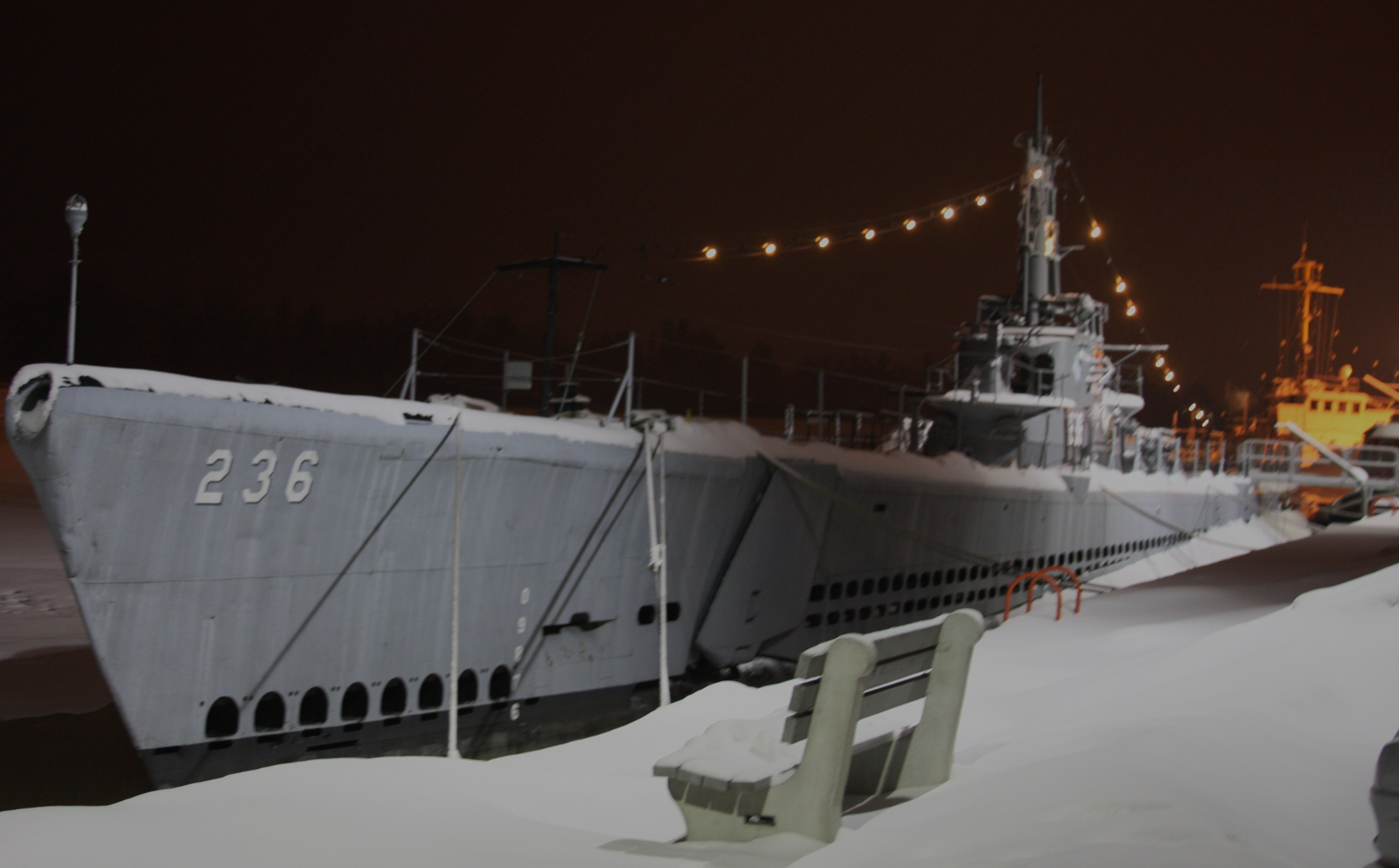
Silversides như một tàu bảo tàng tại Muskegon, Michigan, ngày 26 tháng 1 năm 2008

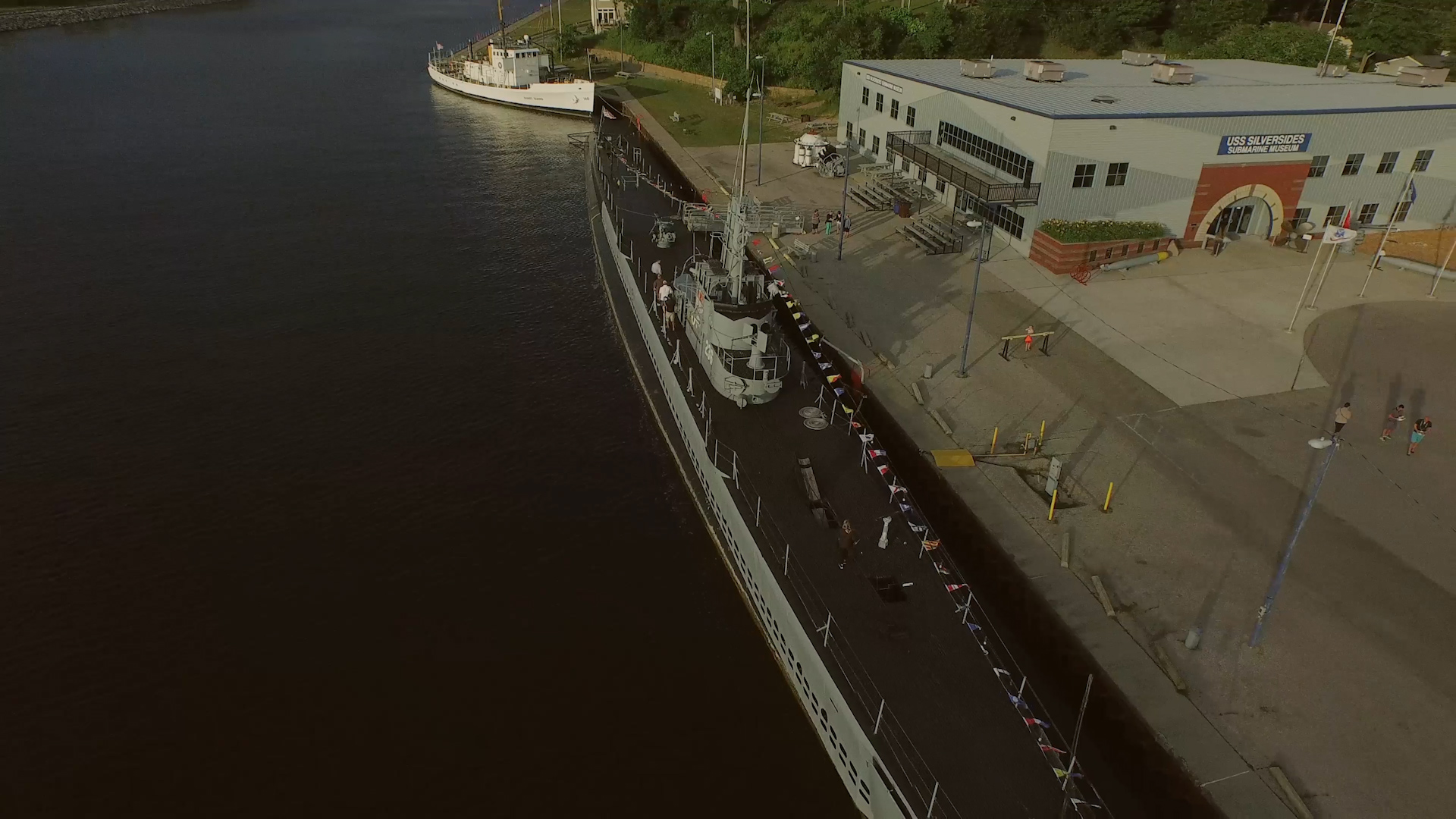
USS Silversides (SS-236) neo đậu tại Bảo tàng Tàu ngầm USS Silversides

Phòng Thương mại Nam Chicago đã gửi thỉnh nguyện lên bộ Hải quân để có thể giữ Silversides và bảo tồn nó như một đài tưởng niệm. Nó được Hải quân trao tặng cho Combined Great Lakes Navy Association tại Chicago, Illinois, một tổ chức phi lợi nhuận, vào ngày 24 tháng 5, 1973, và bắt đầu được những người tình nguyện phục chế trở lại tình trạng như thời Thế Chiến II, rồi chuyển đến Navy Pier vào năm 1979. Động cơ số 3 được phục hồi hoạt động vào tháng 7, 1979, rồi đến phiên động cơ số 4 vào năm 1984. Đến năm 1987, con tàu được chuyển đến Muskegon, Michigan và trở thành tâm điểm của Great Lakes Naval Memorial & Museum, nay là Bảo tàng Tàu ngầm USS Silversides, vốn còn bao gồm USCGC McLane (WSC-146), một tàu cutter Tuần duyên. Động cơ của con tàu được khởi động cho đến sáu lần mỗi năm để duy trì chúng ở trạng thái hoạt động tốt.
Silversides được công nhận là một Danh lam Lịch sử Quốc gia Hoa Kỳ từ ngày 14 tháng 1, 1986.

## Những hình ảnh

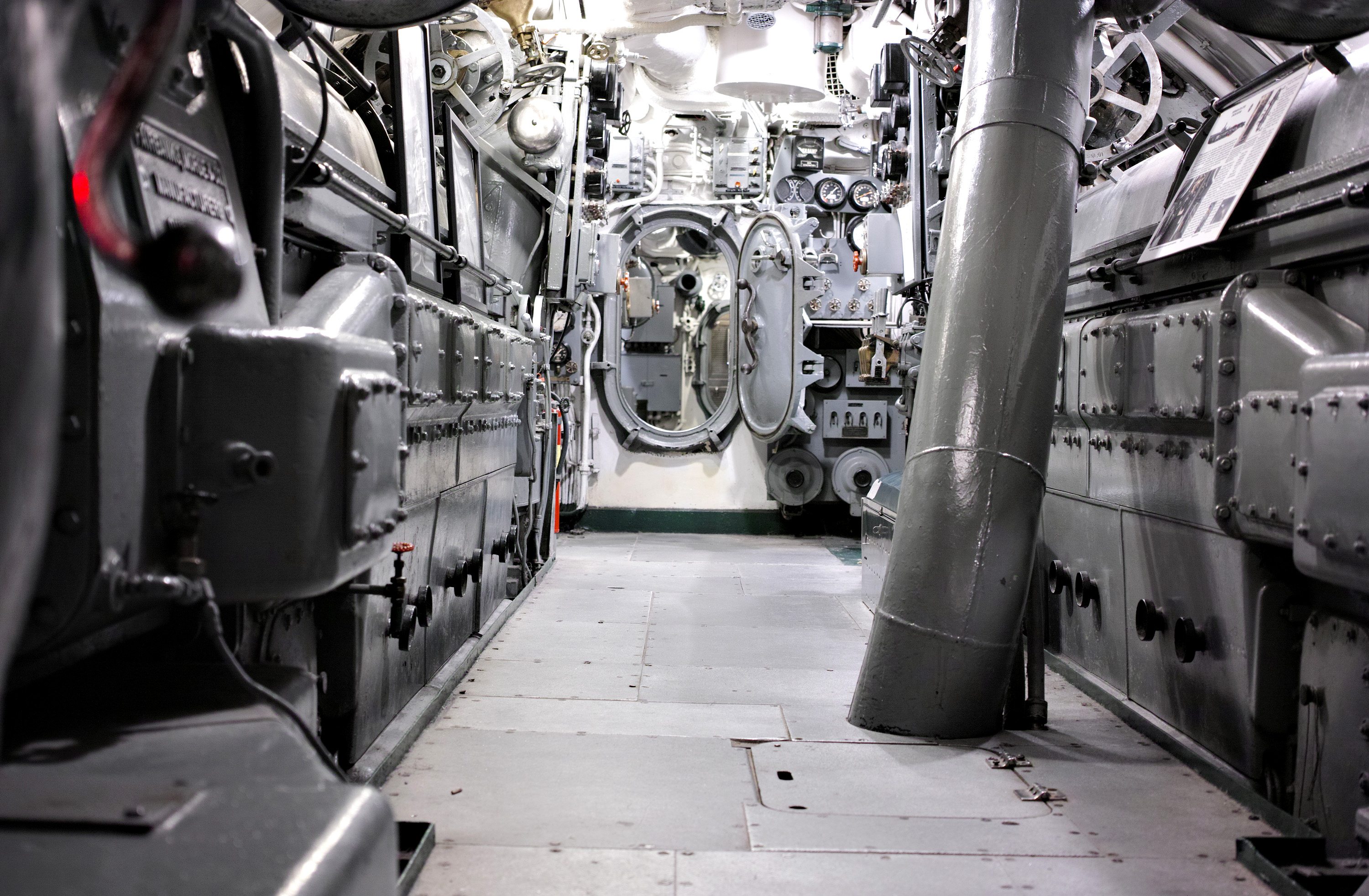
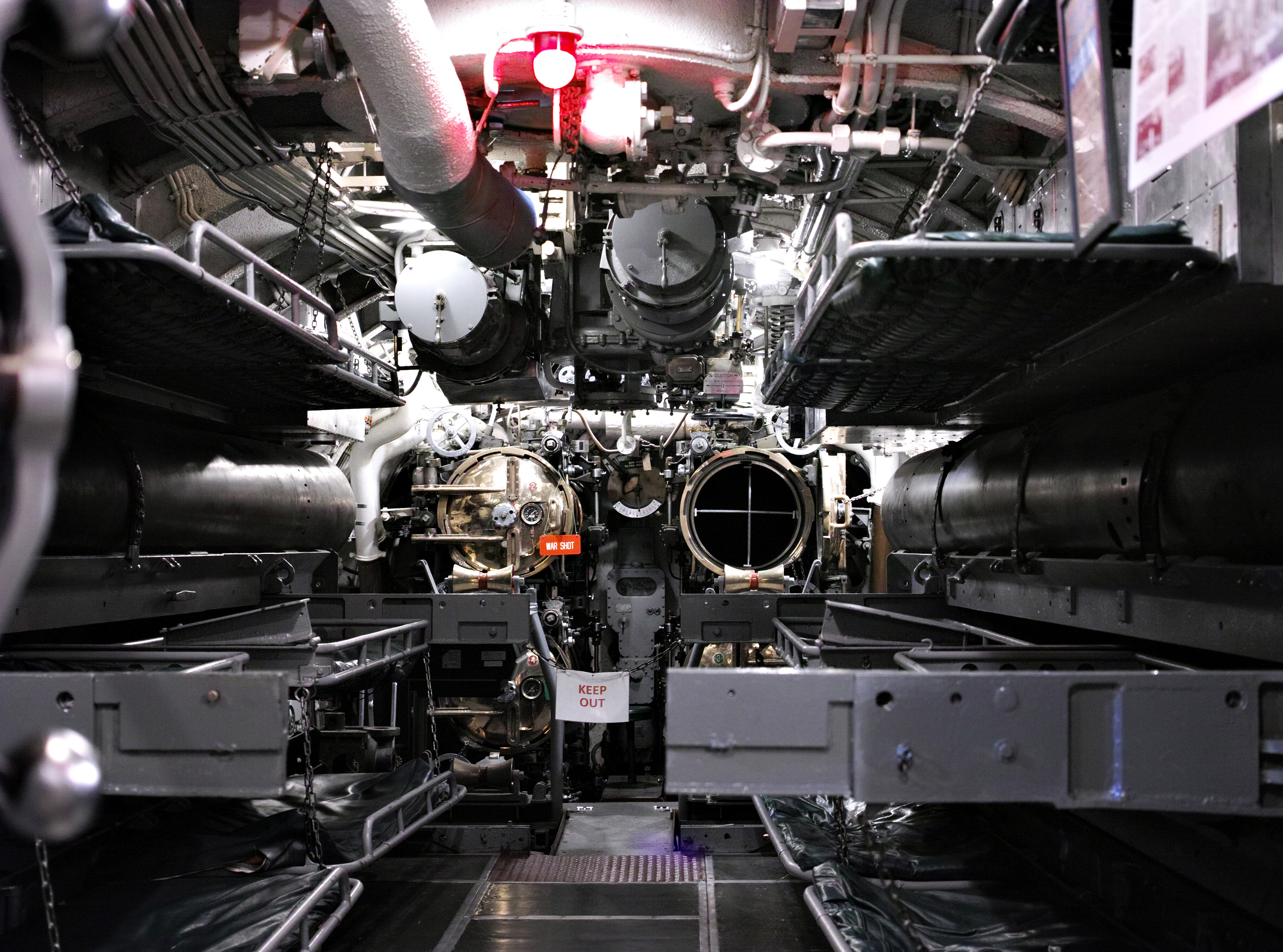
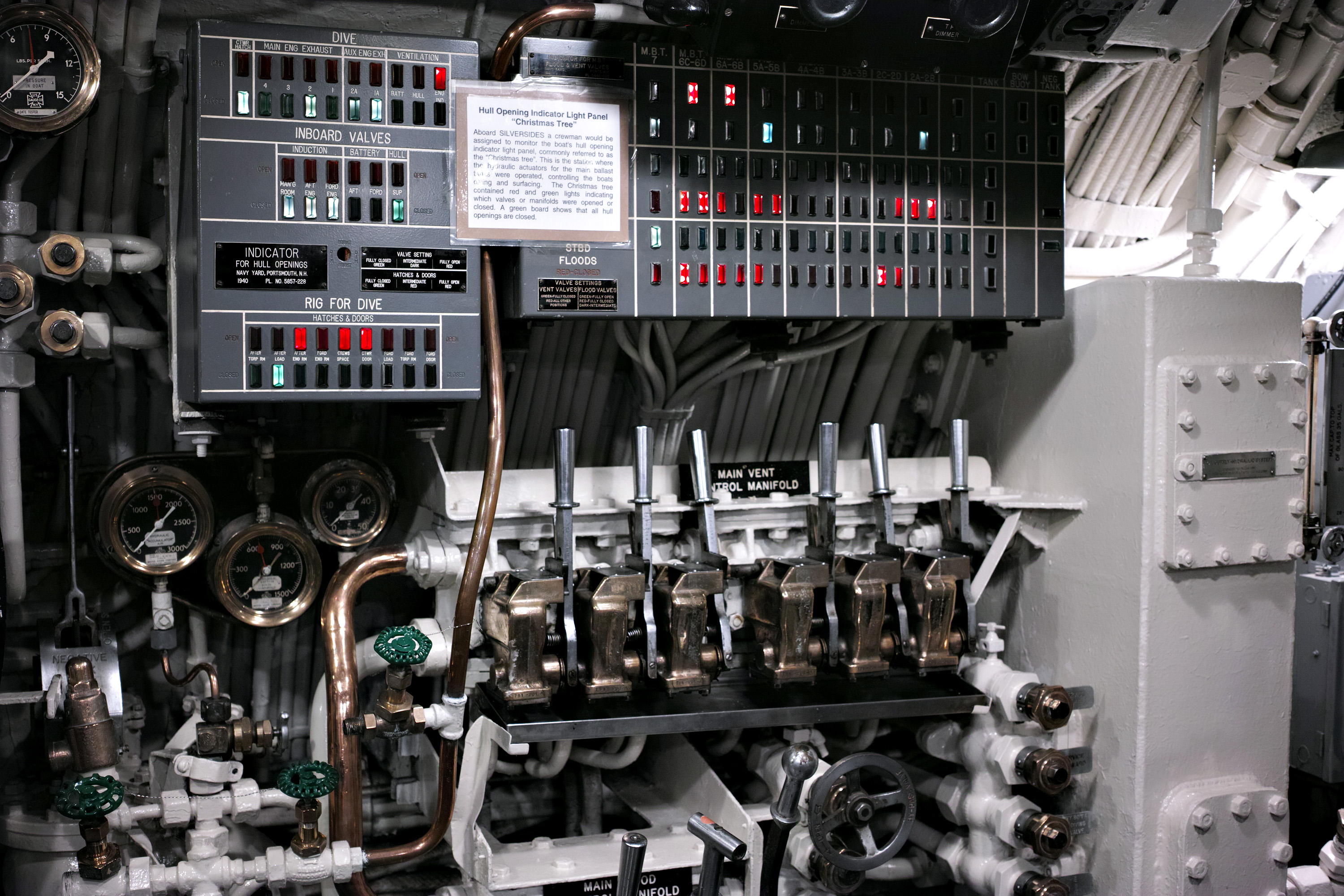
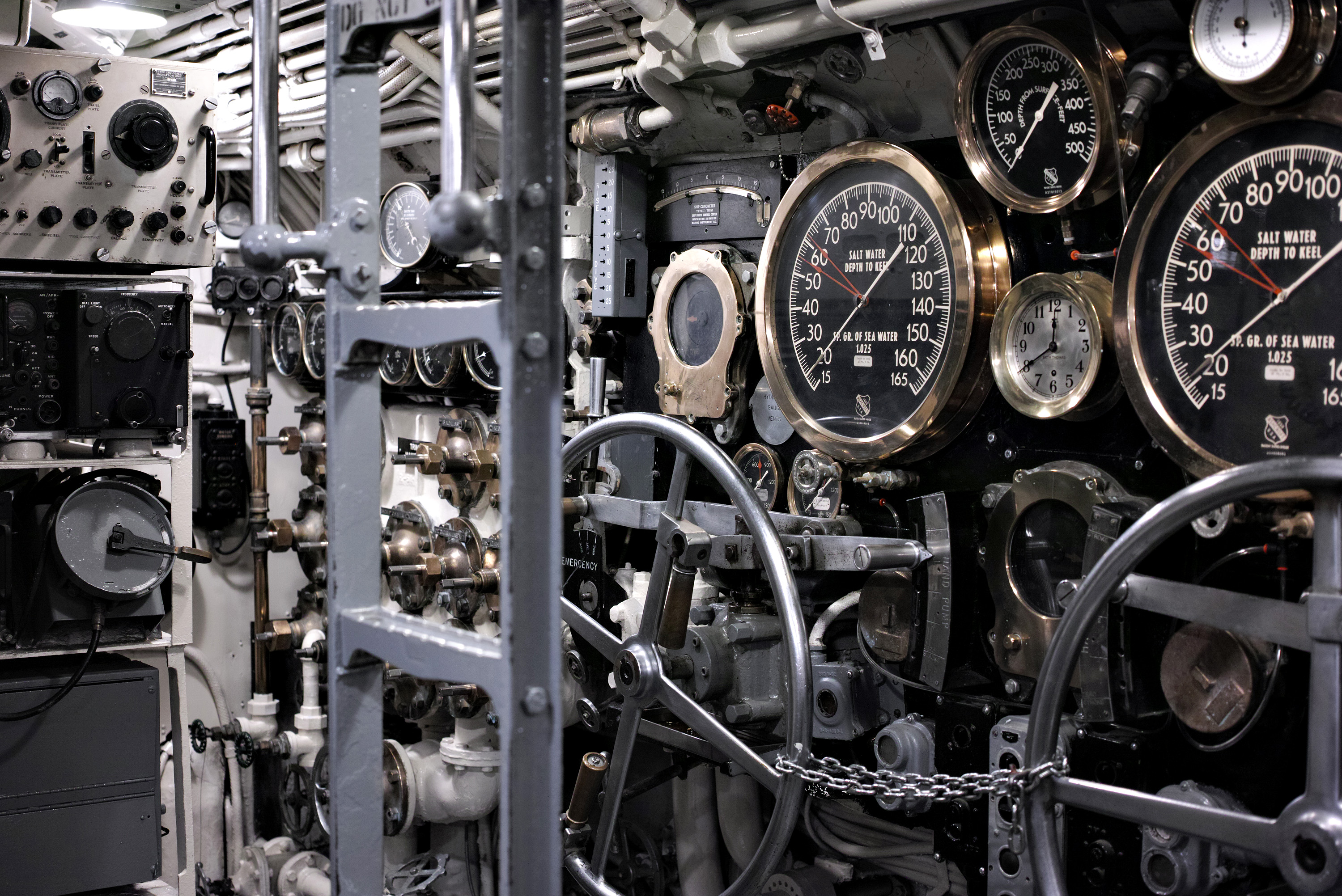
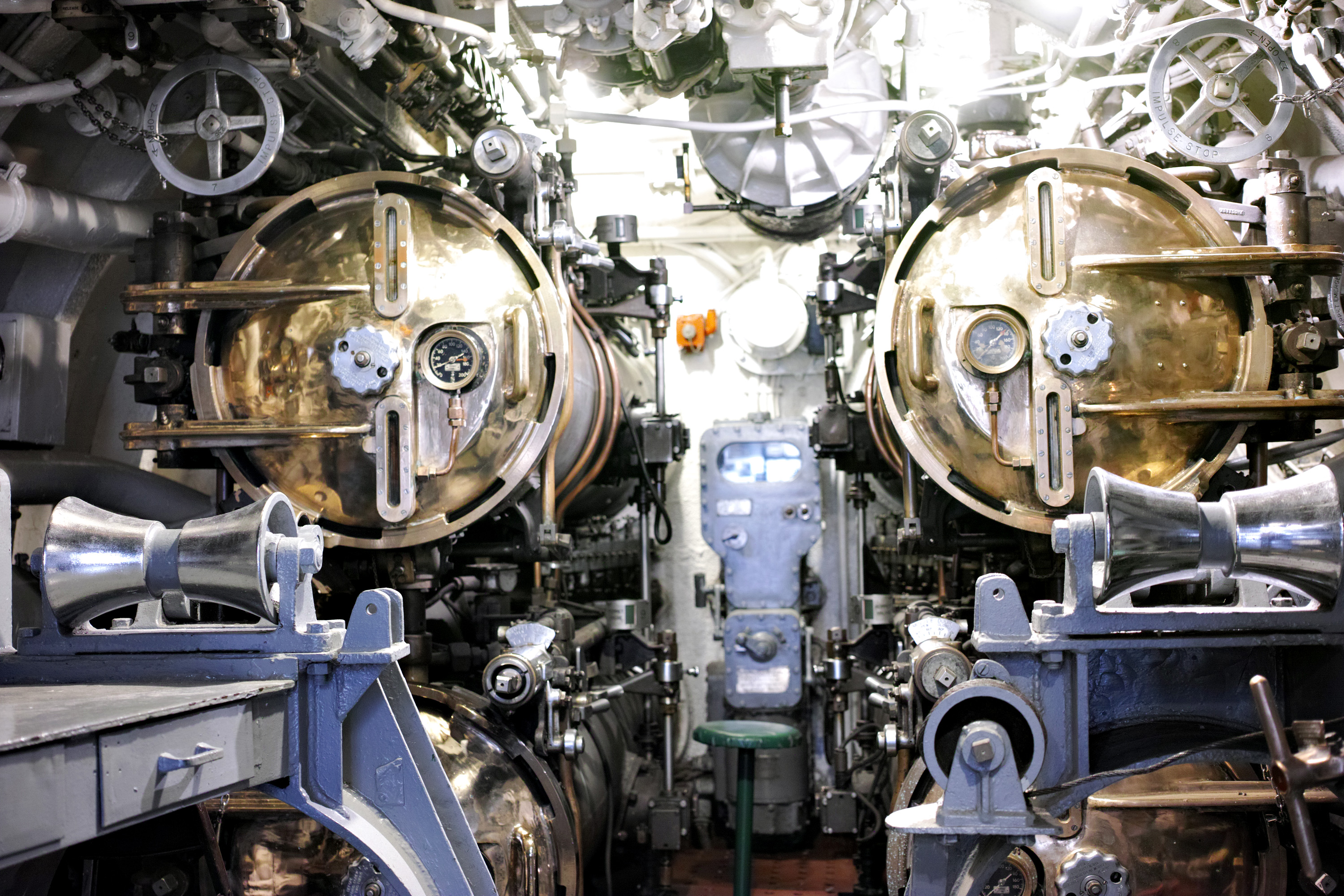
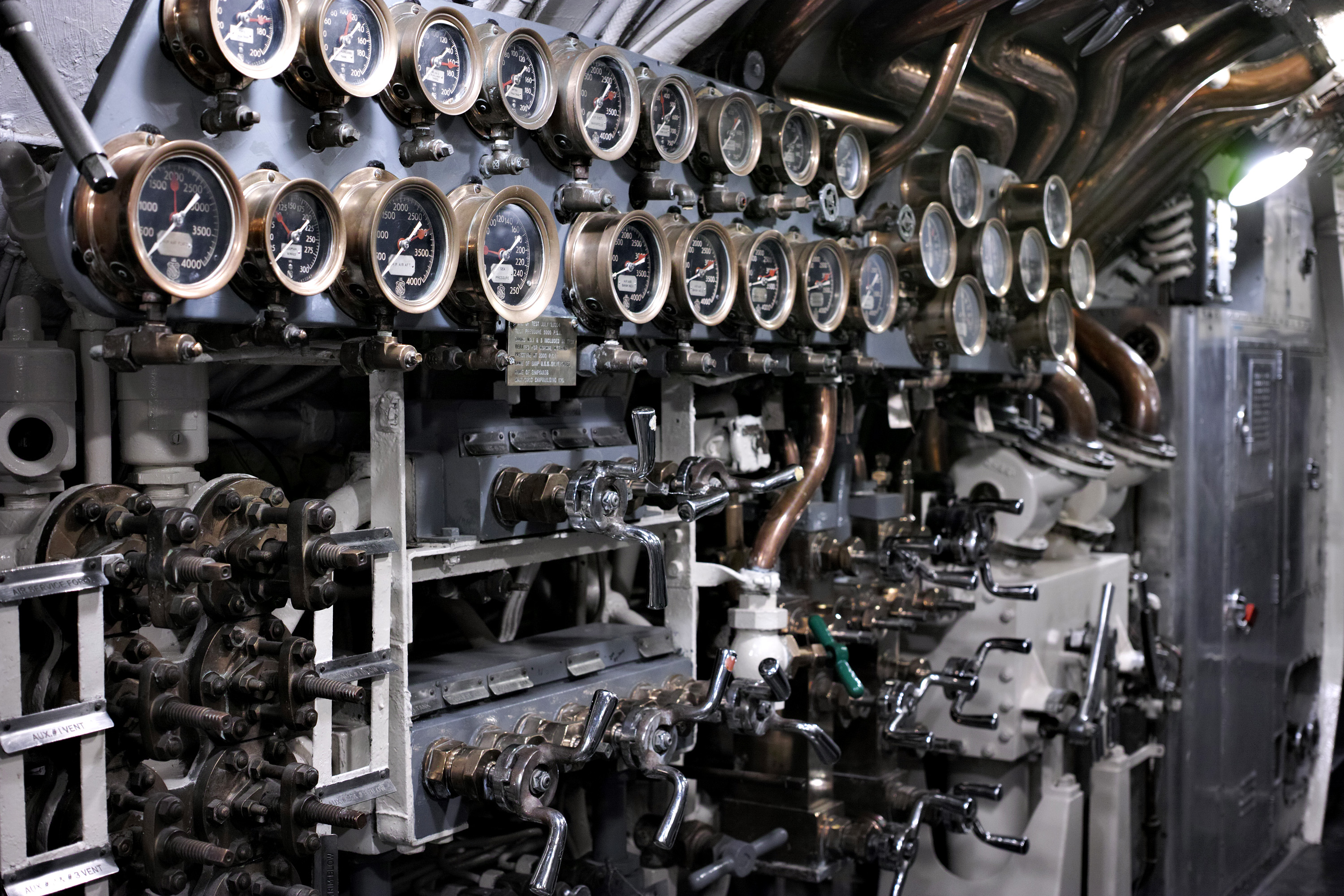

## Phần thưởng
Silversides được tặng thưởng danh hiệu Đơn vị Tuyên dương Tổng thống cùng mười hai Ngôi sao Chiến trận do thành tích phục vụ trong Thế Chiến II. Nó được ghi công đã đánh chìm 23 tàu Nhật Bản với tổng tải trọng 90.080 tấn, đứng thứ ba về số tàu và xếp hạng năm về tải trọng trong số tàu ngầm Hoa Kỳ có thành tích nổi bật nhất trong chiến tranh. Có những nguồn khác cho rằng Silversides đã đánh chìm tổng cộng 31 tàu với tổng tải trọng lên đến 100.685 tấn.
|  |                                                       |  |
|  | Silver star · Silver star · Bronze star · Bronze star |  |

| Dãi băng Hoạt động Tác chiến  | Dãi băng Hoạt động Tác chiến                                             | Đơn vị Tuyên Dương Tổng thống                                            | Đơn vị Tuyên Dương Tổng thống        |
| Huân chương Chiến dịch Hoa Kỳ | Huân chương Chiến dịch Châu Á-Thái Bình Dương với 12 Ngôi sao Chiến trận | Huân chương Chiến dịch Châu Á-Thái Bình Dương với 12 Ngôi sao Chiến trận | Huân chương Chiến thắng Thế Chiến II |